# 卡普隆
卡普隆（法語：Caplong，法語發音：[kaplɔ̃]）是法国吉伦特省的一个市镇，属于利布尔讷区。

## 地理
卡普隆（44°46'38"N, 0°8'16"E）面积9.27 平方千米，位于法国新阿基坦大区吉倫特省，该省份为法国西南部沿海省份，是法國本土面积最大的省，北起滨海夏朗德省，西临大西洋，南至朗德省，东南接洛特-加龍省，东临多爾多涅省。
与卡普隆接壤的市镇（或旧市镇、城区）包括：朗代尔鲁阿、莱莱沃和图梅拉格、马叙加、佩勒格吕、圣康坦德卡普隆。

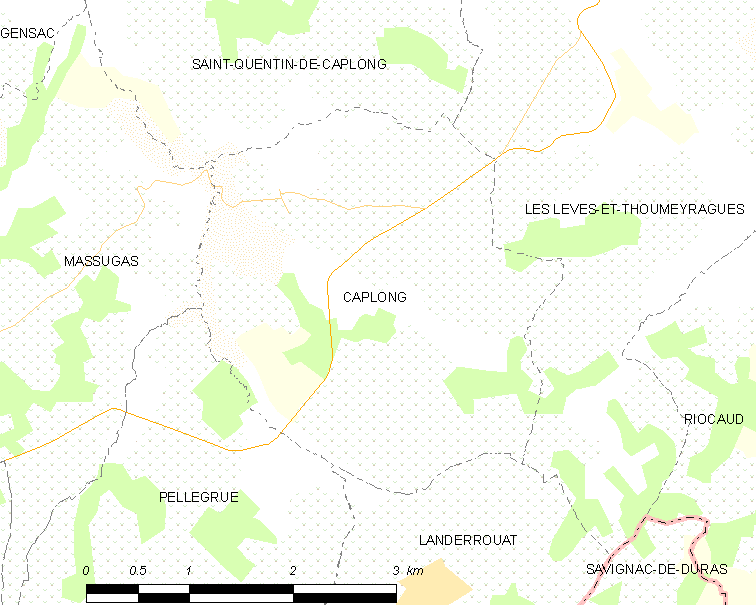
卡普隆的OSM定位图

卡普隆的时区为UTC+01:00、UTC+02:00（夏令时）。

## 行政
卡普隆的邮政编码为33220，INSEE市镇编码为33094。

## 政治
卡普隆所属的省级选区为勒雷奥莱-莱巴斯蒂德县。

## 人口

1962-2008年间卡普隆人口变化图示

卡普隆于2022年1月1日时的人口数量为243人。